# Campeonato Mundial de Natação em Piscina Curta de 2014 - 4x50 m medley feminino
A prova dos 4x50 metros medley feminino do Campeonato Mundial de Natação em Piscina Curta de 2014 foi disputado em 5 de dezembro no Centro Aquático Aspire Sports Complex em Doha.

## Recordes
Antes desta competição, os recordes mundiais e do campeonato nesta prova eram os seguintes:
|    | Nacionalidade | Tempo   | Local   | Data                   |
| -- | ------------- | ------- | ------- | ---------------------- |
| WR | Dinamarca     | 1:45.92 | Herning | 15 de dezembro de 2013 |

## Medalhistas
| Ouro                                                                         | Prata                                                                          | Bronze                                                                       |
| Dinamarca · Mie Nielsen · Rikke Pedersen · Jeanette Ottesen · Pernille Blume | Estados Unidos · Felicia Lee · Emma Reaney · Claire Donahue · Natalie Coughlin | França · Mathilde Cini · Charlotte Bonnet · Mélanie Henique · Anna Santamans |

## Resultados

### Eliminatórias
As eliminatórias ocorreram dia 5 de dezembro. 
| Colocação | Bateria | Raia | Nacionalidade    | Nome | Tempo   | Notas |
| --------- | ------- | ---- | ---------------- | --- | ------- | ----- |
| 1         | 1       | 5    | Dinamarca        | Mie Nielsen (26.60) Rikke Pedersen (30.06) Jeanette Ottesen (25.79) Pernille Blume (24.31)                      | 1:46.76 | Q     |
| 2         | 2       | 0    | Estados Unidos   | Felicia Lee (26.83) Emma Reaney (30.61) Claire Donahue (25.34) Amanda Weir (24.04)                              | 1:46.82 | Q     |
| 3         | 1       | 4    | Brasil           | Etiene Medeiros (26.80) Ana Carla Carvalho (30.62) Daiene Dias (25.62) Alessandra Marchioro (24.16)             | 1:47.20 | Q, SA |
| 4         | 2       | 5    | China            | Qiu Yuhan (27.09) Suo Ran (30.46) Lu Ying (25.50) Liu Xiang (24.35)                                             | 1:47.40 | Q     |
| 4         | 2       | 1    | Rússia           | Margarita Nesterova (27.82) Valentina Artemyeva (29.84) Svetlana Chimrova (25.85) Rozaliya Nasretdinova (23.89) | 1:47.40 | Q     |
| 6         | 1       | 3    | França           | Mathilde Cini (27.68) Charlotte Bonnet (30.64) Mélanie Henique (25.80) Anna Santamans (23.74)                   | 1:47.86 | Q     |
| 7         | 2       | 2    | Itália           | Arianna Barbieri (27.49) Arianna Castiglioni (30.51) Ilaria Bianchi (26.01) Aglaia Pezzato (24.01)              | 1:48.02 | Q     |
| 8         | 1       | 2    | Japão            | Shiho Sakai (27.03) Rie Kaneto (30.56) Rino Hosoda (26.03) Yayoi Matsumoto (24.78)                              | 1:48.40 | Q     |
| 9         | 2       | 3    | Finlândia        | Anni Alitalo (27.48) Jenna Laukkanen (29.98) Emilia Pikkarainen (26.43) Hanna-Maria Seppälä (24.66)             | 1:48.55 |       |
| 10        | 1       | 1    | África do Sul    | Erin Gallagher (28.26) Tatjana Schoenmaker (32.06) Trudi Maree (27.04) Lehesta Kemp (24.80)                     | 1:52.16 |       |
| 11        | 2       | 7    | Macau            | Tan Chi Yan (31.67) Lei On Kei (32.83) Choi Weng Tong (31.07) Long Chi Wai (27.36)                              | 2:02.93 |       |
| 12        | 1       | 7    | Papua-Nova Guiné | Shanice Paraka (31.38) Savannah Tkatchenko (34.85) Tegan McCarthy (30.85) Anna-Liza Mopio-Jane (26.80)          | 2:03.88 |       |
| 13        | 1       | 6    | Índia            | Aditi Dhumatkar (31.00) Anusha Sanjeev Mehta (38.85) Malavika Vishwanath (31.64) Thalasha Satish Prabhu (27.82) | 2:09.31 |       |
| —         | 1       | 8    | Turquia          | | DNS     |       |
| —         | 2       | 4    | Argélia          | | DNS     |       |
| —         | 2       | 6    | Grã-Bretanha     | | DNS     |       |
| —         | 2       | 8    | Suécia           | | DNS     |       |

### Final
A final teve sua disputa realizada em 5 de dezembro. 
| Colocação         | Raia | Nacionalidade  | Nome | Tempo   | Notas |
| ----------------- | ---- | -------------- | --- | ------- | ----- |
| Medalha de ouro   | 4    | Dinamarca      | Mie Nielsen (26.39) Rikke Pedersen (29.56) Jeanette Ottesen (24.09) Pernille Blume (24.00)                 | 1:44.04 | WR    |
| Medalha de prata  | 5    | Estados Unidos | Felicia Lee (26.37) Emma Reaney (29.42) Claire Donahue (25.33) Natalie Coughlin (23.80)                    | 1:44.92 |       |
| Medalha de bronze | 7    | França         | Mathilde Cini (26.61) Charlotte Bonnet (30.29) Mélanie Henique (25.20) Anna Santamans (23.79)              | 1:45.89 |       |
| 4                 | 6    | China          | Qiu Yuhan (26.86) Suo Ran (30.20) Lu Ying (24.87) Liu Xiang (24.22)                                        | 1:46.15 |       |
| 5                 | 1    | Itália         | Elena Di Liddo (27.07) Arianna Castiglioni (30.27) Ilaria Bianchi (25.70) Erika Ferraioli (23.43)          | 1:46.47 |       |
| 5                 | 3    | Brasil         | Etiene Medeiros (26.03) Ana Carla Carvalho (30.38) Daynara de Paula (25.68) Larissa Oliveira (24.38)       | 1:46.47 | SA    |
| 7                 | 2    | Rússia         | Daria Ustinova (27.07) Valentina Artemyeva (29.79) Svetlana Chimrova (25.57) Rozaliya Nasretdinova (24.07) | 1:46.50 |       |
| 8                 | 8    | Japão          | Shiho Sakai (26.73) Satomi Suzuki (30.04) Rino Hosoda (25.58) Yayoi Matsumoto (24.37)                      | 1:46.72 |       |

Legenda
| Recorde mundial       | Recorde mundial (World record)               |                       | Recorde africano                      | Recorde africano (African) |                                           | Q | Classificado por posição (Qualified) |
| Recorde do campeonato | Recorde do campeonato (Championship record)  | Recorde da América    | Recorde da América (Americas)         | q                          | Classificado por melhor tempo (Qualified) |   |                                      |
| Melhor marca do ano   | Melhor marca do ano (World leading)          | Recorde asiático      | Recorde asiático (Asian)              | DNS                        | Não largou (Did not start)                |   |                                      |
| Recorde nacional      | Recorde nacional (National record)           | Recorde europeu       | Recorde europeu (European)            | DNF                        | Não terminou (Did not finish)             |   |                                      |
| Recorde pessoal       | Recorde pessoal do atleta (Personal best)    | Recorde da Oceania    | Recorde da Oceania (Oceania)          | DSQ / DQ                   | Desclassificado (Disqualified)            |   |                                      |
| Recorde da temporada  | Recorde da temporada do atleta (Season best) | Recorde sul-americano | Recorde sul-americano (South America) | NM                         | Sem marca (No mark)                       |   |                                      |